# 야마하 AG200
야마하 AG200(Yamaha AG200)은 야마하에서 농업, 군사, 인도주의적 지원 및 기타 농촌 전문 용도로 제작한 모터사이클이다. 아프리카, 호주, 라틴 아메리카, 뉴질랜드를 포함한 일부 시장에서만 판매된다.
AG200은 유틸리티와 생존성을 목표로 한 수많은 특이한 부품을 기본으로 장착하고 있으며, 여기에는 다음이 포함된다.
- 확대된 "발"이 있는 이중 측면 스탠드
- 밀폐형 드럼 브레이크
- 전면 및 확장 후면 화물 랙
- 밀폐형 구동 체인
- 핸들바, 엔진 및 체인의 충돌 방지 바
- 클러치 잠금
- N-1-2-3-4-5 기어 배열

## 같이 보기
- 야마하 AG100
- 야마하 AG175